# Кальцитонін
Кальцитоні́н (англ. Calcitonin related polypeptide alpha) — білок, який кодується геном CALCA, розташованим у людей на короткому плечі 11-ї хромосоми. Довжина поліпептидного ланцюга білка становить 141 амінокислот, а молекулярна маса — 15 467. При розщепленні синтезованого білка утворюється гормон, який секретують С-клітини (парафолікулярні клітини) щитоподібної залози та який бере участь в регуляції обміну кальцію у людини та у багатьох тварин.
Кальцитонін — антагоніст паратгормону; основний ефект кальцитоніну — зниження рівня Ca2+ в крові. Проте біологічне значення кальцитоніну в регуляції кальцієвого гомеостазу незначне, тому хворі, яким виконується тотальна тиреоїдектомія не відчувають значного впливу зниження рівня кальцитоніну. Кальцитоні́н — онкомаркер медулярного раку щитоподібної залози.
| 10         |  | 20         |  | 30        |  | 40         |  | 50         |
| ---------- |  | ---------- |  | --------- |  | ---------- |  | ---------- |
| MGFQKFSPFL |  | ALSILVLQA  |  | GSLHAPFRS |  | ALESPADPA  |  | TLSEDEARL  |
| LALVQDYVQ  |  | MKASELEQEQ |  | EREGSLDSP |  | RSKRCGNLST |  | CMLGTYTQDF |
| NKFHTFPQTA |  | IGVGAPGKR  |  | DMSDLERDH |  | RPHVSMPQNA |  | N          |

## Історія
Кальцитонін був вперше описаний в 1962 дослідниками Гарольдом Коппом та Барбарою Чейні (англ. Cheney). На той час вважалось, що кальцитонін секретують клітини паращитоподібної залози, лише через деякий час було встановлено роль парафолікулярних клітин.

## Біосинтез та регуляція
Кальцитонін синтезується внаслідок протеолітичного розщеплення великого препропептиду, який кодує ген. Цей ген належить до суперродини протеїнів-попередників, з яких також утворюються бета-амілоїд, асоційований з геном кальцитоніна пептид, а також попередник адреномедуліну.
Стимуляція секреції кальцитоніну відбувається при значному підвищенні кальцію в крові. Поряд з цим, пептидні гормони шлунково-кишкового тракту та нейропептиди також чинять сильну стимулюючу дію.

## Структура
Кальцитонін — це поліпептидний гормон, що складається з 32 амінокислот та має молекулярну масу 3454.93 Да. Його структура складається з однієї альфа-спіралі.
Послідовність амінокислот кальцитоніну лосося та людини:
- Лосось: Cys-Ser-Asn-Leu-Ser-Thr-Cys-Val-Leu-Gly-Lys-Leu-Ser-Gln-Glu-Leu-His-Lys-Leu-Gln-Thr-Tyr-Pro-Arg-Thr-Asn-Thr-Gly-Ser-Gly-Thr-Pro
- Людина: Cys-Gly-Asn-Leu-Ser-Thr-Cys-Met-Leu-Gly-Thr-Tyr-Thr-Gln-Asp-Phe-Asn-Lys-Phe-His-Thr-Phe-Pro-Gln-Thr-Ala-Ile-Gly-Val-Gly-Ala-Pro

В порівнянні з лососем, кальцитонін людини відрізняється 16 залишками.

## Рецептор
Кальцитонін зв'язується зі специфічним кальцитоніновим рецептором, який належить до родини G-білокспряжених рецепторів. Сигнальними шляхами клітини активуються функції необхідних білків.

## Клінічне значення
Кальцитонін — діагностичний та прогностичний онкомаркер медулярного раку щитоподібної залози. Крім того, підвищений рівень кальцитоніну при цій злоякісній пухлині призводить до виникнення симптомів паранеопластичного синдрому: нудоти, блювання та діареї.